# Columela nasal
Columela nasal é o nome que se dá ao tecido que separa as duas narinas (ou fossas nasais).
Em humanos, esta parte do corpo tem ganhado destaque por conta de cirurgias estéticas.